# Anton Mader (Offizier)
Anton Mader (* 7. Januar 1913 in Castelnuovo, Dalmatien; † 19. Februar 1984 in Wien) war ein österreichischer Offizier, der im Bundesheer der Ersten Republik Österreich, in der Luftwaffe der Wehrmacht und im österreichischen Bundesheer diente. Er ging als Brigadier in den Ruhestand.

## Leben
Mader diente 1938 in der Luftwaffe des Bundesheeres als Leutnant in der 6. Staffel des Jagdgeschwaders II und wurde nach dem Anschluss Österreichs in die Luftwaffe der Wehrmacht übernommen. Dort übernahm er ab 1. April 1938 als Staffelkapitän die 3. Staffel des Jagdgeschwaders 138. Zum 1. November 1938 wechselte er in gleicher Funktion zur 3. Staffel des Jagdgeschwaders 134, bevor dieses am 1. Mai 1939 in Jagdgeschwader 76 umbenannt wurde. Am 26. September 1939 ging er als Staffelkapitän zur 2. Staffel seines Geschwaders. Am 29. Februar 1940 wechselte er als Hauptmann zum Jagdgeschwader 2, um dort die 1. Staffel zu führen. Mit dieser Staffel, die mit der Messerschmitt Bf 109 E ausgestattet war, nahm er am Westfeldzug teil und ab August 1940 an der Luftschlacht um England. Dazu war das Geschwader jeweils dem Jagdfliegerführer 3 der Luftflotte 3 unterstellt.
Am 26. Mai 1941 wechselte er als Gruppenkommandeur zur II. Gruppe des Jagdgeschwaders 77. Diese war beim Beginn des Deutsch-Sowjetischen Krieges der Luftflotte 4 im Süden der Ostfront unterstellt. Er blieb bis zum 1. Juni 1942 in dieser Stellung und wurde mit dem Ehrenpokal der Luftwaffe und dem Deutschen Kreuz in Gold ausgezeichnet. Am 23. Juli 1942 erhielt er, inzwischen als Major, das Ritterkreuz des Eisernen Kreuzes. Am 1. April 1943 übernahm er als Geschwaderkommodore das neu aufgestellte Jagdgeschwader 11. Dieses Geschwader, das teilweise mit der Focke-Wulf Fw 190 ausgestattet war, lag auf nordwestdeutschen Basen und sollte einfliegende alliierte Bomberverbände bekämpfen. Am 1. September erfolgte in dieser Position die Beförderung zum Oberstleutnant, bevor er am 28. Januar 1944 das Jagdgeschwader 54 übernahm, das im Norden der Ostfront der Luftflotte 1 unterstand. Dieses führte er bis zum September 1944. Bei Kriegsende im Mai 1945 hatte er 86 Luftsiege errungen.
Im Jahre 1956 trat er in die Luftwaffe des Bundesheeres ein und war als Brigadier Kommandant der Fliegerbrigade, bevor er in den Ruhestand eintrat. Er wurde am Dornbacher Friedhof bestattet.